# CSL Group

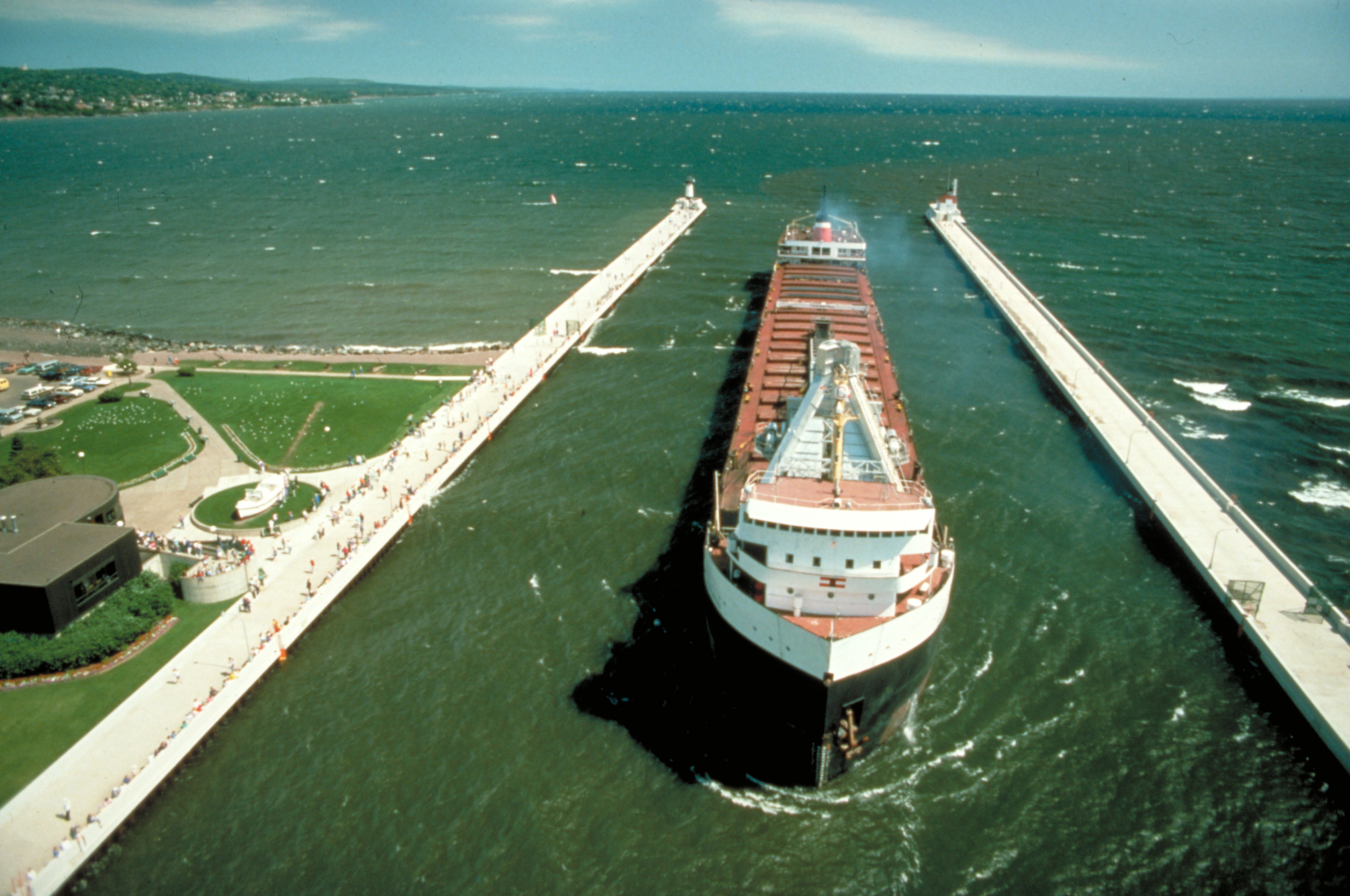
CSL-Frachter in Duluth

Canada Steamship Lines (CSL) ist eine weltweit operierende Reederei mit Hauptsitz in Montreal, Québec, Kanada. Das Unternehmen betreibt international verkehrende Frachtschiffe und beschäftigt rund 2000 Mitarbeiter. Weitere Niederlassungen befinden sich in Halifax, Winnipeg, Hamilton, Beverly, Windsor, Bergen, Singapur und Sydney.

## Geschäftsbereiche

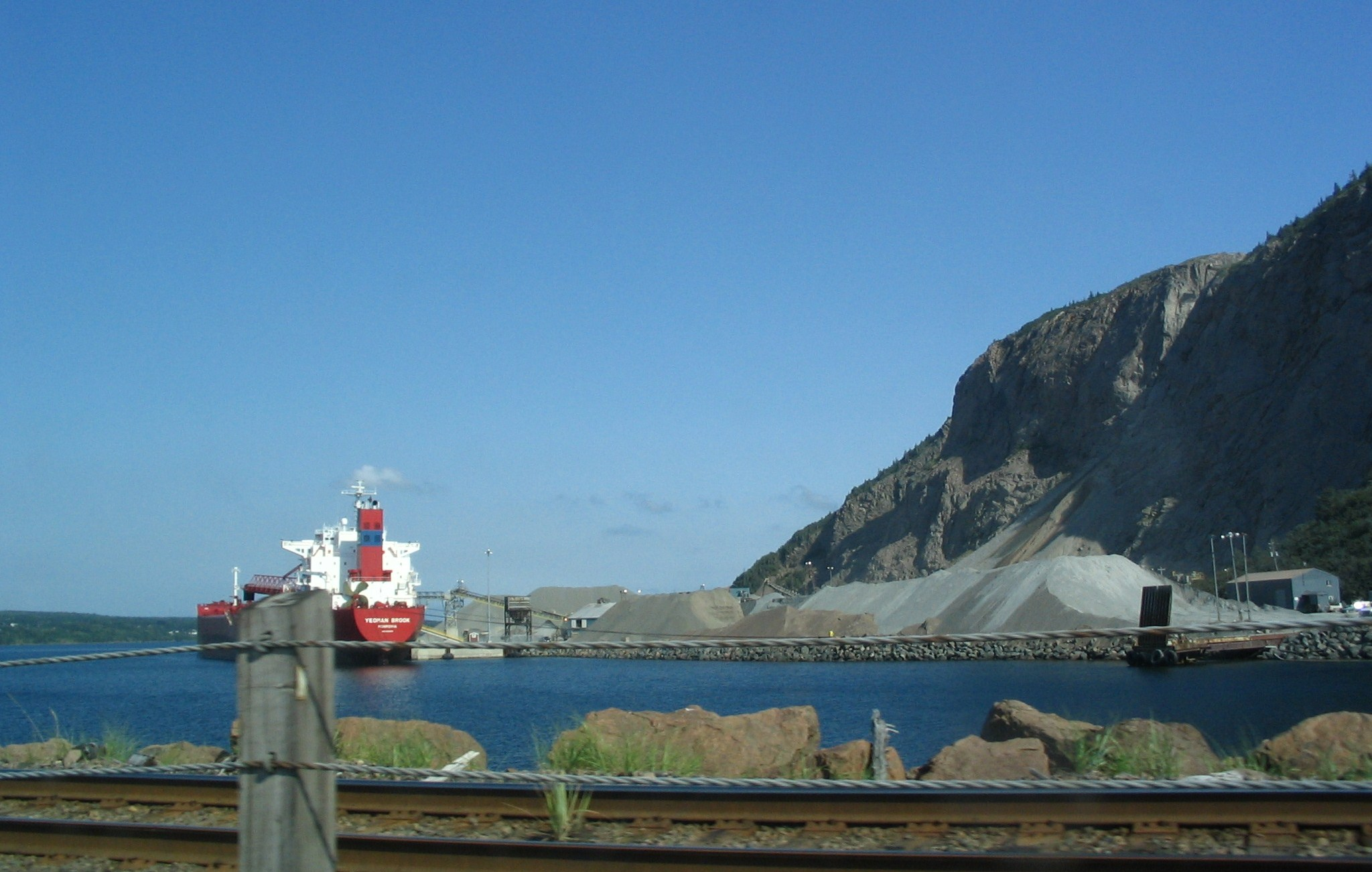
Schiff der Reederei

Canada Steamship Lines verfügt und betreibt eine Flotte von 18 Güter- und Schüttgutfrachtern, die unter der kanadischen Flagge auf den Großen Seen verkehren.
CSL International, mit Sitz in Beverly (in der Nähe von Boston), vermarktet Transportressourcen weltweit. Das Unternehmen verwaltet und organisiert die internationale Flotte des Unternehmens und vermarktet die Ladeflächen.
CSL Australia mit Sitz in Sydney wurde im Jahre 1999 gegründet und verfügt über 8 Frachter.
CSL Asia mit Sitz in Singapur verwaltet den asiatischen Markt.

## Schiffe

### Canada Steamship Lines
Canada Steamship Lines verfügt über 18 Frachter/Schüttgutfrachter:
- Atlantic Erie, 38.960 DWT
- Atlantic Huron, 36.920 DWT
- Atlantic Superior, 35.510 DWT
- CSL Assiniboine, 33.309 DWT
- CSL Laurentien, 36.674 DWT
- CSL Niagara, 34.938 DWT
- CSL Tadoussac, 30.132 DWT
- Frontenac, 26.326 DWT
- Rt. Hon Paul J. Martin, 35.439 DWT
- Salarium 35.686 DWT

Schüttgutfrachter
- Birchglen, 36.249 DWT
- Cedarglen, 28.591 DWT
- Oakglen, 35.630 DWT
- Mapleglen, 35.630 DWT
- Pineglen, 32.713 DWT
- Saguenay, 35.630 DWT
- Richelieu, 35.630 DWT
- Spruceglen, 35.630 DWT

### CSL International
Frachter im Bestand:
- Alice Oldendorff, 50.259 DWT
- CSL Spirit, 70.018 DWT
- Ambassador, 37.263 DWT
- CSL Trailblazer, 26.607 DWT
- Bahama Spirit, 44.389 DWT
- Eastern Power, 68.433 DWT
- Balder, 48.184 DWT
- Harmen Oldendorff, 66.188 DWT
- Baldock, 75.569 DWT
- Honourable Henry Jackman, 75.597 DWT
- Barkald, 49.463 DWT
- Johanna Oldendorff, 67.546 DWT
- Bernhard Oldendorff, 77.548 DWT
- Nelvana, 74.974 DWT
- CSL Acadian, 74.517 DWT
- Pioneer, 37.448 DWT
- CSL Argosy, 74.423 DWT
- Sheila Ann, 70.037 DWT
- CSL Atlas, 67.634 DWT
- Sophie Oldendorff, 70.034 DWT
- CSL Cabo, 31.365 DWT
- Weser Stahl, 47.257 DWT
- CSL Metis, 69.305 DWT
- Yeoman Brook, 77.548 DWT